# Kwartet Wilanowski
Kwartet Wilanowski lub Kwartet Wilanów (nazwa zmodyfikowana w latach 90. XX w.) – kwartet smyczkowy założony w 1967 roku w Warszawie. Początkowo występował jako kwartet im. Beethovena. Od 1969 nosił nazwę Kwartetu Wilanowskiego.
Za wykonania repertuaru klasycznego zespół otrzymał nagrody na konkursach w Wiedniu (1971), Bordeaux (1972), Monachium (1973). W latach 70. i 80. zasłynął przede wszystkim z wykonań nowej muzyki. Dla „Kwartetu Wilanowskiego” powstało tak wiele kwartetów smyczkowych, że zespołowi temu można by przypisać zasługę odświeżenia zainteresowania tym gatunkiem wśród polskich kompozytorów. Wielokrotnie występował na festiwalu „Warszawska Jesień”. W 1983 otrzymał nagrodę krytyków „Orfeusz” za najlepsze wykonanie muzyki polskiej (za VI Kwartet smyczkowy Krzysztofa Meyera). W 1986 i 1990 został uhonorowany nagrodą Związku Kompozytorów Polskich. W 1990 płyta CD nagrana przez kwartet dla francuskiej firmy Accord „Witold Lutosławski – Musique de chambre” otrzymała nagrodę „Diapason d’Or” czasopisma muzycznego „Diapason”. Od 1990 roku zespół jest związany etatowo ze Staromiejskim Domem Kultury w Warszawie.
Kwartet Wilanów nagrał ponad 30 płyt kompaktowych, m.in. dla firm: Acte Préalable (nieznane utwory polskie z XIX i XX wieku), Accord, Tudor, Pro Viva (utwory polskich kompozytorów współczesnych, m.in. komplet kwartetów smyczkowych Krzysztofa Meyera), Calig, Olimpia, Col Legno, Polskie Nagrania i Tonpress.
W pierwszych latach działalności w zespole grał m.in. Maciej Niesiołowski oraz Artur Paciorkiewicz i Wojciech Walasek, którzy odchodząc założyli nowy kwartet smyczkowy – Varsovia.
W 2002 kwartet został uhonorowany odznaką honorową „Zasłużony dla Kultury Polskiej”, a w 2019 – Srebrnym Medalem „Zasłużony Kulturze Gloria Artis”.
Skład (obecny):
- Tadeusz Gadzina – I skrzypce
- Paweł Łosakiewicz – II skrzypce
- Ryszard Duź – altówka
- Marian Wasiółka – wiolonczela

Utwory napisane dla Kwartetu Wilanów bądź wykonane przez ten zespół po raz pierwszy:
- Zbigniew Bagiński – III Kwartet smyczkowy
- Zbigniew Bargielski – Kwartet „Alpejski” (1979), Martwa natura z krzykiem (1988)
- Zbigniew Bujarski – Kwartet na adwent (1985), Kwartet na otwarcie domu (1981)
- Ryszard Bukowski – III Kwartet smyczkowy (1984)
- Andrzej Dobrowolski – Kwartet smyczkowy (1991)
- Stanisław Krupowicz – Wakacje pożegnalne na temat Mozarta (1987)
- Andrzej Krzanowski – I Kwartet smyczkowy
- Krzysztof Meyer – kwartety smyczkowe nr 2–10
- Krystyna Moszumańska-Nazar – II Kwartet smyczkowy
- Marta Ptaszyńska – Cztery portrety (1994)
- Bettina Skrzypczak – Kwartet smyczkowy (1992)
- Władysław Słowiński – Passionato per quatrro archi
- Marek Stachowski – II Kwartet smyczkowy
- Witold Szalonek – Connections (1972), 1+1+1+1 (1975)